# Aitallaha z Edessy
Aitallaha z Edessy (ur. ok. 324/325, zm. ok. 345/346) – syryjski pisarz, biskup i uczestnik soboru nicejskiego; autor listu O wierze adresowanego do perskich chrześcijan. Pismo to dotyczyło nicejskiego wyznania wiary; oryginał zaginął, zachowały się jedynie fragmenty w języku armeńskim.